# Hans Junghanns
Hans Junghanns (* 19. Februar 1906 in Düsseldorf; † 9. November 1989 ebenda) war ein deutscher Architekt.

## Leben
Junghanns war ein Sohn des seit 1904 in Düsseldorf ansässigen Tiermalers Julius Paul Junghanns und ein Ururenkel des Münchner Architekturmalers Domenico Quaglio. Er absolvierte eine gründliche Vorbildung im Schreiner-, Schlosser-, Maurer- und Zimmerhandwerk und war Schüler von Karl Wach, Richard Berndl (in München) und Heinrich de Fries. Junghanns unternahm Studienreisen nach den Niederlanden, Belgien, Frankreich, der Schweiz, Österreich und Italien. Seit 1930 arbeitete er als freier Architekt. Gelegentlich arbeitete er mit dem Düsseldorfer Gartenarchitekten Roland Weber zusammen.
Bei seinem Tod war er geschieden. Bereits 1901 scheint es in Düsseldorf einen Architekten gleichen Namens gegeben zu haben. Eine Verwandtschaft ist ungeklärt. Junghanns’ Nachlass befindet sich im Archiv für Architektur und Ingenieurbaukunst NRW.

## Werk

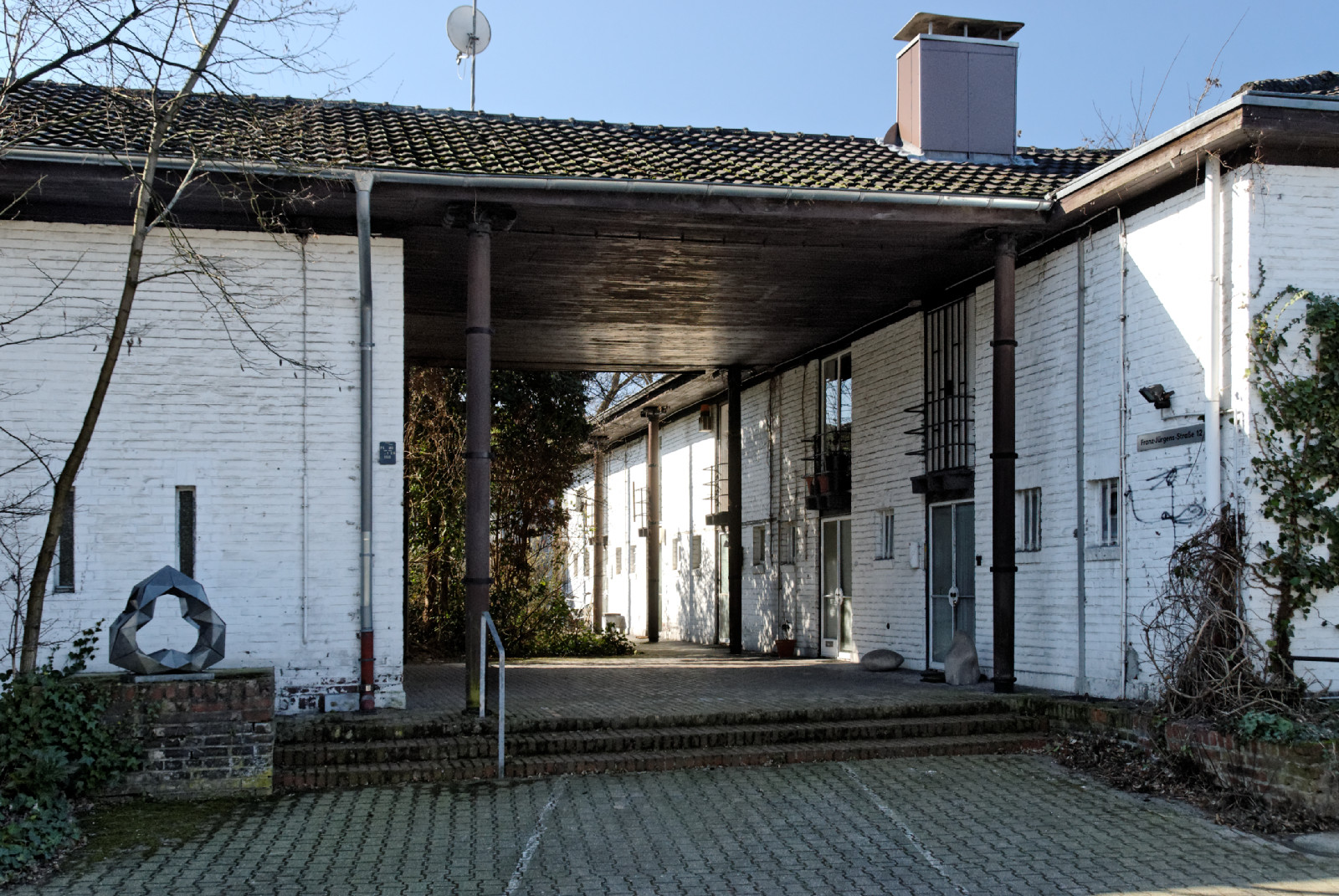
Atelierhaus

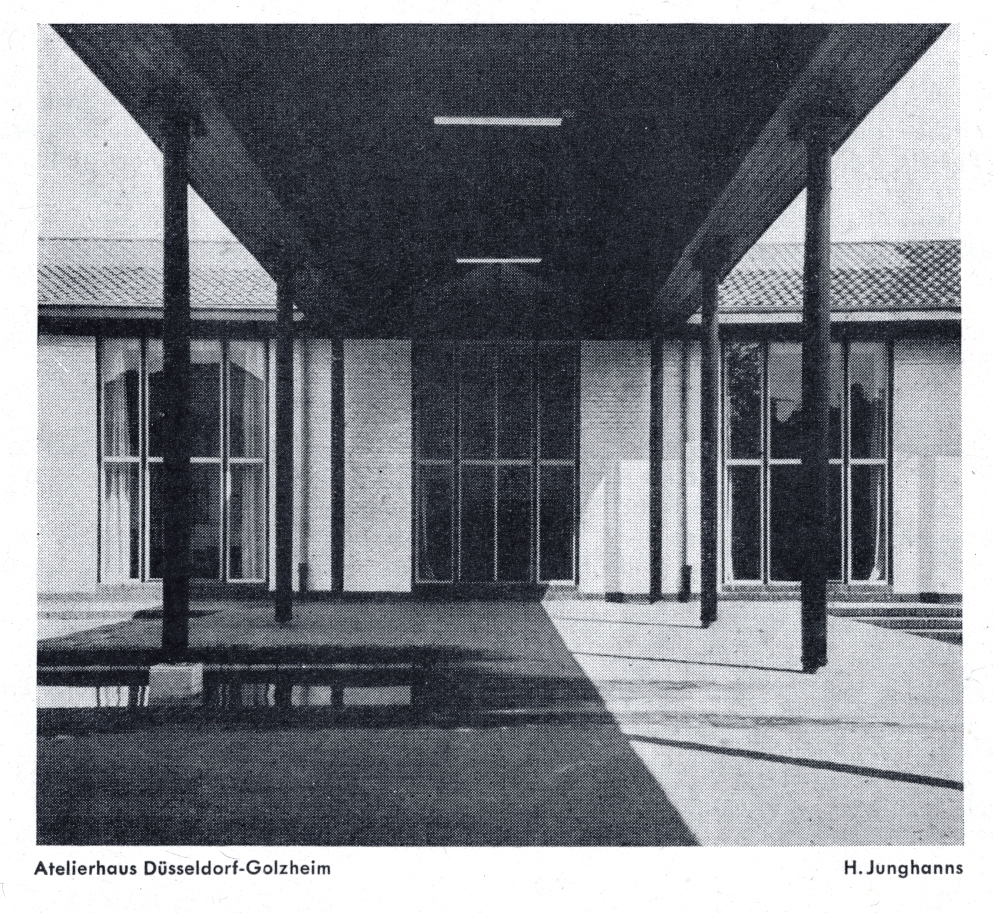
Atelierhaus

- 1930–1931: Haus Junghanns in Düsseldorf, Goethestraße / Hans-Sachs-Straße (in den 1960er Jahren abgerissen)
- 1936: zwei Wettbewerbsentwürfe für die Universitätsbibliothek der Johann-Wolfgang-Goethe-Universität Frankfurt am Main (beide prämiert)
- 1936: Mehrfamilienwohnhaus in Düsseldorf, Achenbachstraße 36
- 1937: Atelierhaus der Stadt Düsseldorf in Düsseldorf-Golzheim, Franz-Jürgens-Straße 12 (Künstler-Siedlung in der „Schlageter-Stadt“, unter Denkmalschutz)[5]
- 1937: Wohnhaus K. in Düsseldorf-Stockum
- 1937: Wohnhaus in Essen[6]
- 1938: Landhaus am Niederrhein
- 1938: Wohnhaus eines Malers
- 1939: Wettbewerbsentwurf für KdF-Bauten, u. a. eine KdF-Halle für 6000 Personen auf dem Heiligengeistfeld in Hamburg (1. Preis)[7]
- 1947: Wiederaufbau des Kaufhauses Kaiser & Ganz in Neuss
- 1948: Musterhäuser für zwei Familien in Düsseldorf-Stockum in Fertigbauweise
- 1947 begonnen: landwirtschaftliche Hofanlage in Uedem
- 1950: Wohnhaus für Olly Prym in Bonn-Bad Godesberg[8]
- 1956–1957: Verwaltungsgebäude der früheren Eisen und Metall AG in Gelsenkirchen
- 1959–1960: Landhaus in Hamburg[9]
- 1964: Philippuskirche in Düsseldorf-Lörick
- 1965–1966: Obere Kapelle auf dem Waldfriedhof in Düsseldorf-Gerresheim (gemeinsam mit Gerhard Nitschke)